# صفصاف ذهبي بكاء
الصفصاف الذهبي البكاء (الاسم العلمي: Salix × sepulcralis)، هو أكثر أنواع الأشجار البكاءة شعبية والتي تنمو على نطاق واسع في المناطق المعتدلة الدافئة في العالم. هو نوع هجين بين الصفصاف الأبيض والصفصاف البابلي.

## معرض صور

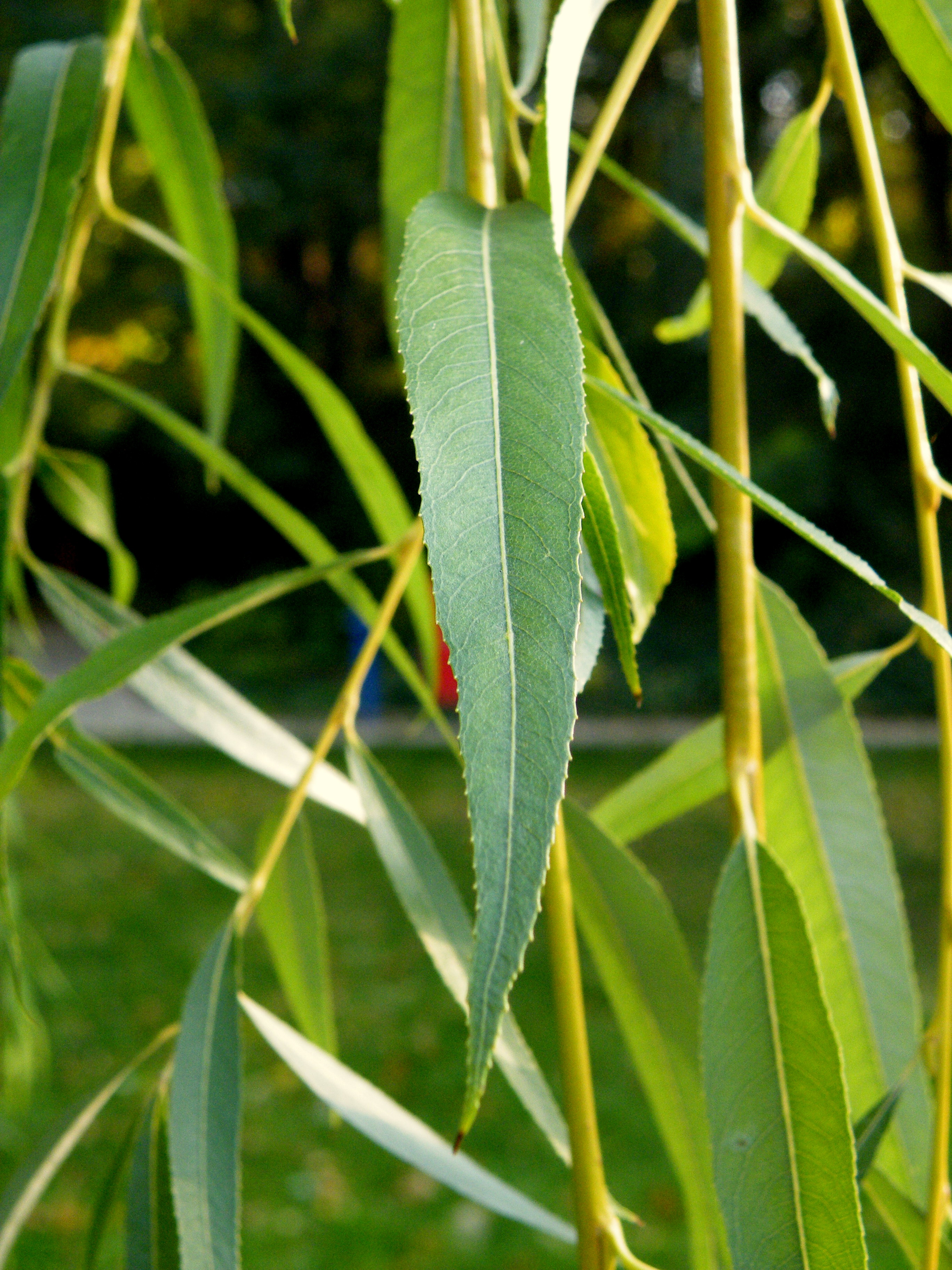
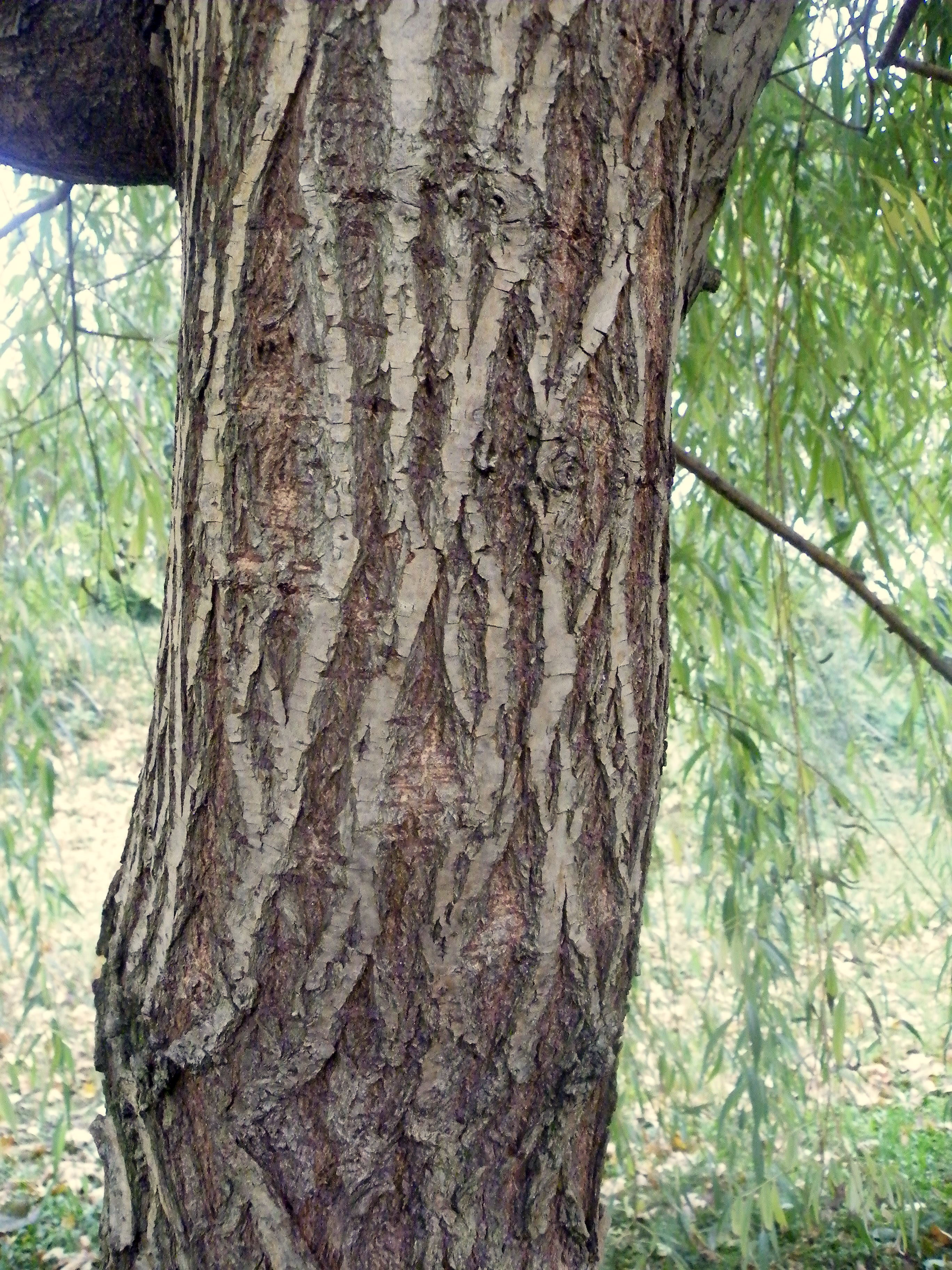
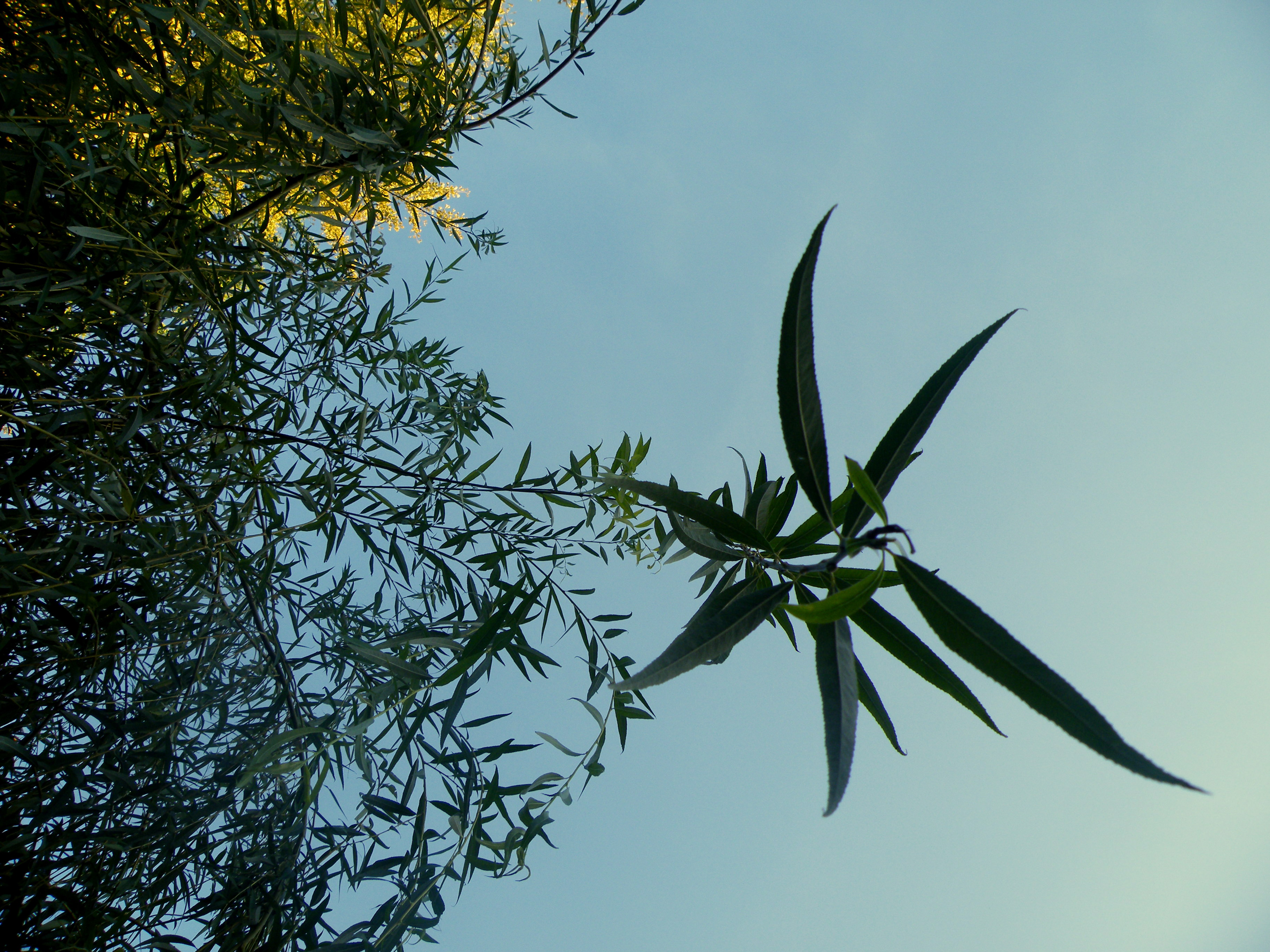
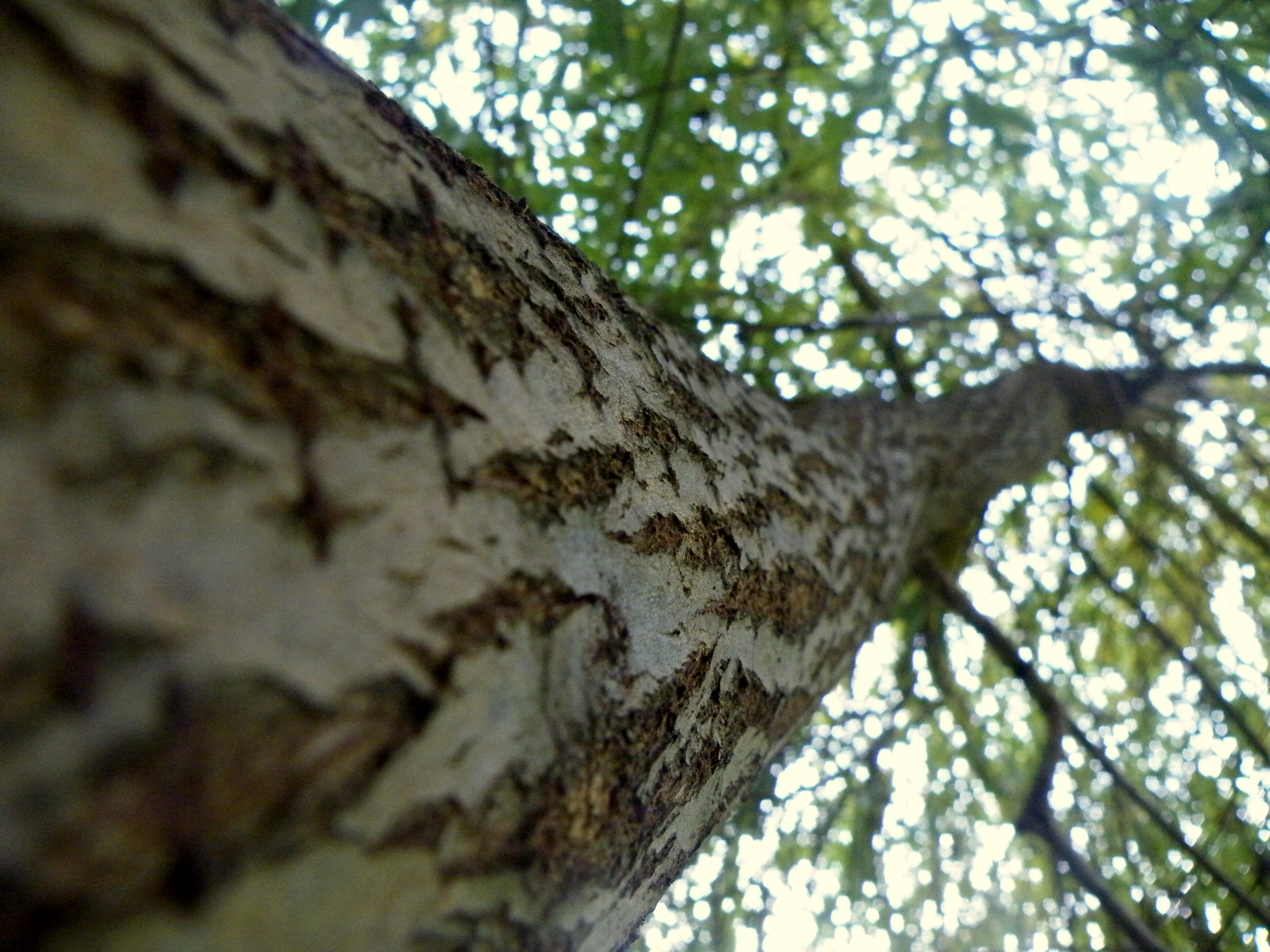
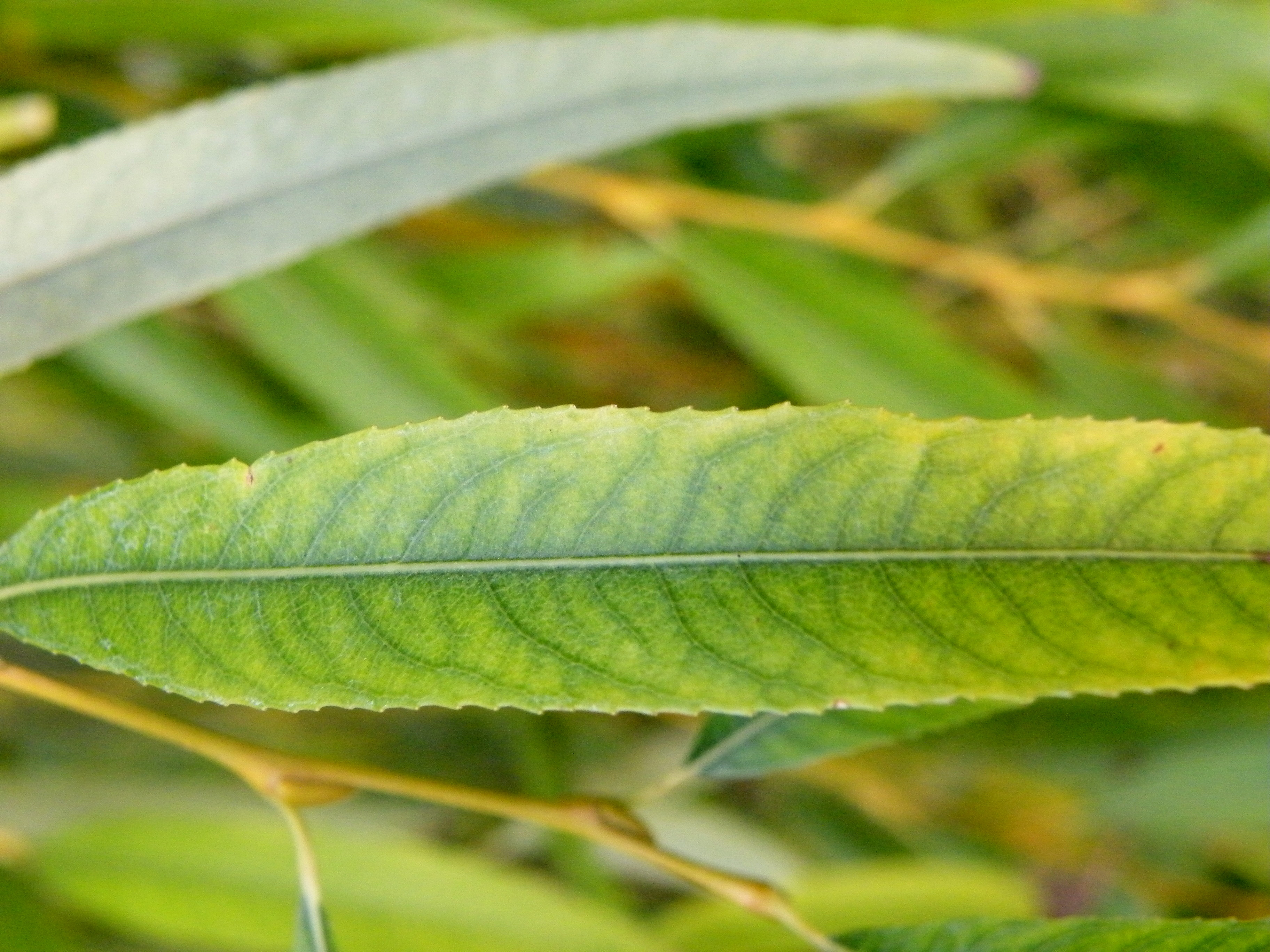
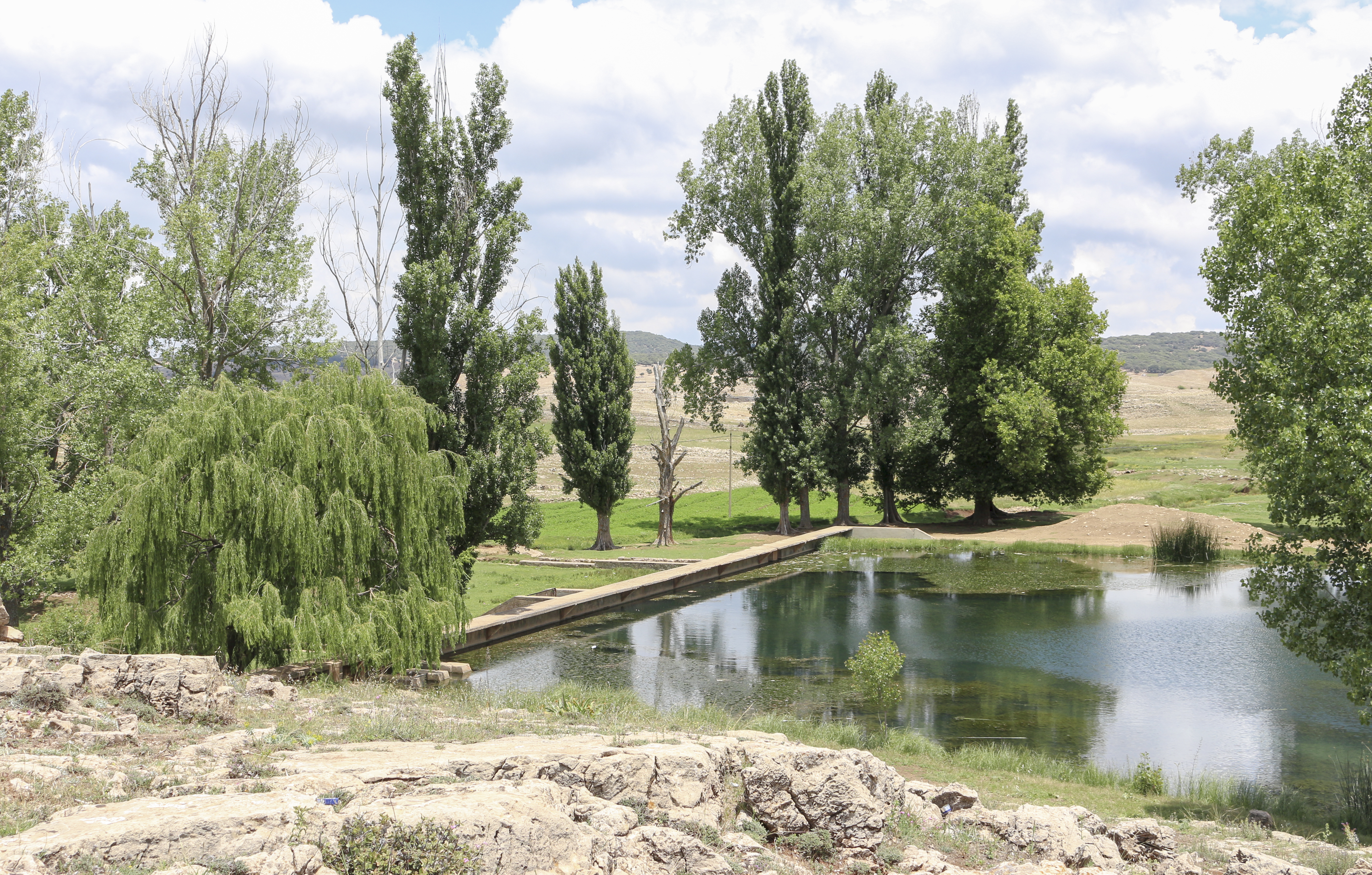
شجرة صفصاف ذهبي بكاء بين أشجار الحور الأسود على ضفاف بحيرة زروقة بالمغرب.